# Molnár Péter (kajakozó, 1986)
Molnár Péter (Vác, 1986. február 16. –) világ- és Európa-bajnok magyar kajakozó.

## Sportpályafutása
Nyert ifjúsági világbajnokságot, U23-as Európa-bajnokságot, és 23-szoros magyar bajnok.
A 2007-es síkvízi kajak-kenu Európa-bajnokságon Boros Gergellyel kettes 200 méteren hatodik lett. A 2008-as síkvízi kajak-kenu Európa-bajnokságon K1 200 méteren ezüstérmes, K2 200 méteren Kadler Viktorral bronzérmes lett. A 2009-es brandenburgi Eb-n ugyancsak Kadler Viktorral kettes 200 méteren, és négyesben (Kammerer Zoltán, Boros Attila és Bozsik Gábor csapattársaként) 1000 méteren is az ötödik helyet szerezte meg. A 2009-es dartmouth-i világbajnokságon Kadler Viktorral kettes 200 méteren, a 2010-es trasonai Európa-bajnokságon egyes 200 méteren végzett a nyolcadik helyen. A 2010-es poznańi világbajnokságon negyedik lett a 4 × 200 méteres váltó tagjaként (a váltó többi tagja: Boros Gergely, Dudás Miklós, Gyertyános Gergely). A 2011-es belgrádi Eb-n K1 200 m-en ezüstérmet szerzett, míg a 2011-es szegedi világbajnokságon ugyanebben a számban a nyolcadik helyen végzett.
A 2013-as gyorsasági kajak-kenu világbajnokságon váltóban bronzérmes lett (Dudás Miklós, Tótka Sándor, Hérics Dávid). A 2014-es brandenburgi Európa-bajnokságon kettes 200 méteren a hetedik helyet szerezte meg.
Tótka Sándorral kettes 200 méteren a 2015. évi Európa-játékokon bronzérmes, a 2015-ös gyorsasági kajak-kenu világbajnokságon pedig  aranyérmes lett.
2016-ban a Budapesti Honvédhoz igazolt, mely szerződés 2016 végéig szól.
A 2016-os gyorsasági kajak-kenu Európa-bajnokságon K4 500 méteren (Nádas Bence, Tótka Sándor, Somorácz Tamás) első helyen végzett.
A hazai válogatókon nem sikerült kvótát szereznie a 2016-os riói olimpiára. De augusztus 1-én a Magyar Kajak-Kenu Szövetség a Magyar Antidopping Csoport vizsgálatai alapján változtatott a válogatott összeállításán, melybe így bekerült a Tótka–Molnár egység. Az olimpián párosban K2 200 méteren a 4. helyen végzett, míg egyesben K1 200 méteren tizenötödik lett.
A 2017-es Eb-n kajak négyes 500 méteren (Nádas Bence, Tótka Sándor, Mozgi Milán) aranyérmes lett.
2019 márciusában egy születési rendellenesség miatt szívműtéten esett át. Emiatt eben az évben nem versenyez.

## Díjai, elismerései
- Az év magyar kajakozója (2015)[19]